# Sint-Jozefkerk (Cheratte)

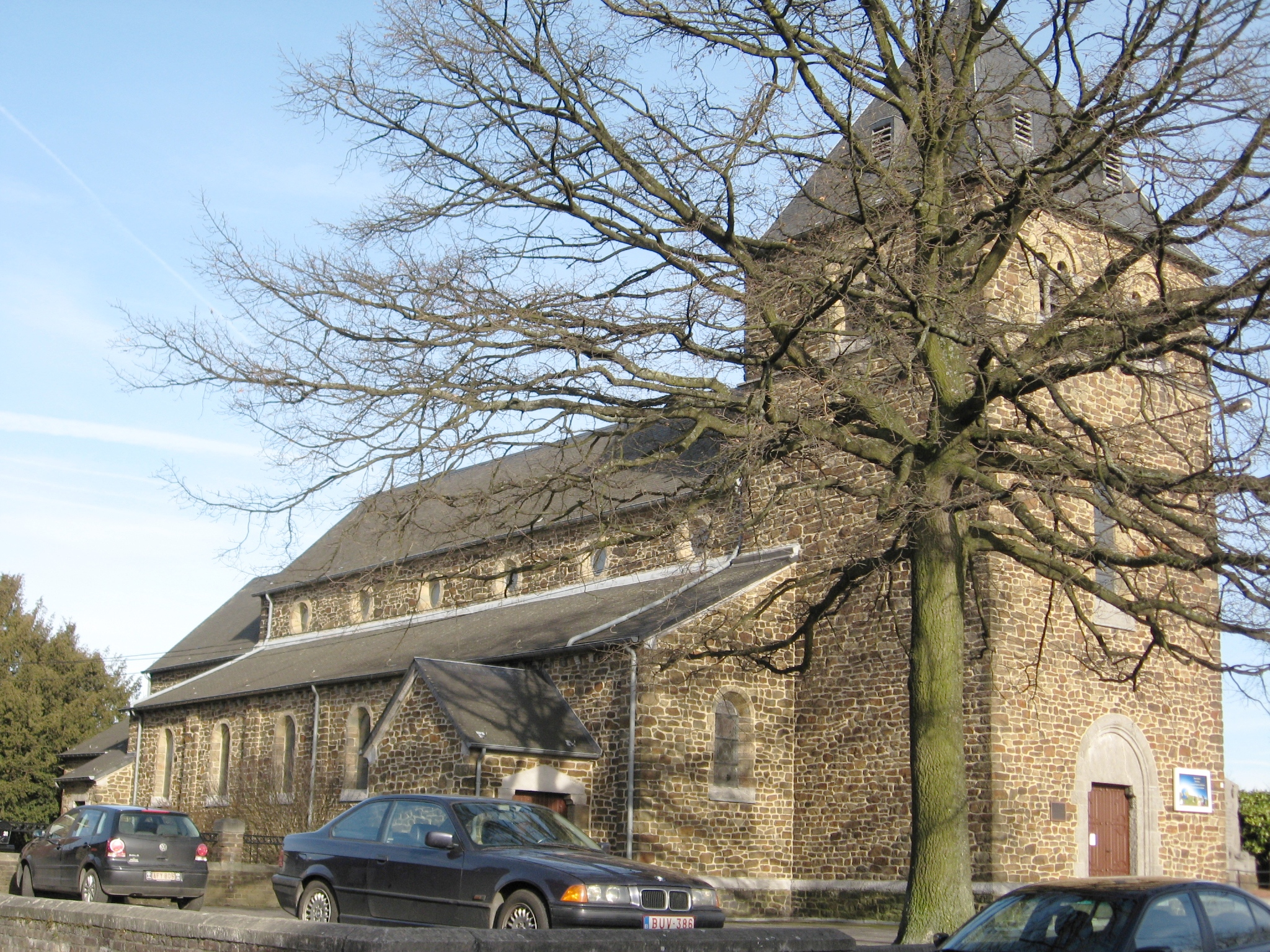
Sint-Jozefkerk

De Sint-Jozefkerk (Église Saint-Joseph) is een kerkgebouw te Cheratte, gelegen aan de Rue de l'Église.
De kerk ligt in de wijk Cheratte-Hauteurs en werd gebouwd in 1882 in neoromaanse stijl. Ze werd opgetrokken uit blokken zandsteen en kalksteen.
De kerk, in basilicale stijl, heeft een voorgebouwde, lage, vierkante westtoren, gedekt door een tentdak.